# Tereagui
Tereagui est un village de la sous-préfecture de Méagui dans le département de Soubré (sud-ouest de la Côte d'Ivoire). 

## Étymologie
Tere-a-gui signifie les descendants de l'ancêtre Tere en langue bakoue. 

## Géographie
Situé à moins d'un kilomètre de Méagui, Tereagui est le village fondateur de cette sous-préfecture. Si du point de vue de l'administration, Tereagui dépend de Méagui, au plan coutumier, c'est l'inverse. 

## Histoire
Quatre chefs centraux, tous natifs de Tereagui, se sont succédé à la tête de Méagui : Guiraourz Kato Gutembert dit « Vieux Kato », Gbida Netro Pierre, Kato Luc-Vincent et Netro Barthélémy. Tereagui est aussi la localité qui a vu naître René Netro Tagbo, l'un des deux députés (PDCI-RDA) de Méagui à l'Assemblée nationale de Côte d'Ivoire.